# Europese kampioenschappen zwemmen 1958
De Europese kampioenschappen zwemmen 1958 werden gehouden van 31 augustus tot en met 6 september 1958 in Boedapest, Hongarije. De 4x100 meter wisselslag werd dit EK voor zowel mannen als vrouwen geïntroduceerd.

## Zwemmen

### Mannen
| Afstand:           | Goud:                                                                             | Tijd    | Zilver:                                                             | Tijd    | Brons:                                                               | Tijd    |
| 100 m vrije slag   | Paolo Pucci Italië                                                                | 56,3    | Viktor Polevoj Sovjet-Unie                                          | 56,9    | Gyula Dobai Hongarije                                                | 57,5    |
| 400 m vrije slag   | Ian Black Verenigd Koninkrijk                                                     | 4.31,3  | Boris Nikitin Sovjet-Unie                                           | 4.36,2  | Paolo Galletti Italië                                                | 4.38,1  |
| 1500 m vrije slag  | Ian Black Verenigd Koninkrijk                                                     | 18.05,8 | József Katona Hongarije                                             | 18.13,0 | Gennadi Androsov Sovjet-Unie                                         | 18.30,2 |
| 100 m rugslag      | Robert Christophe Frankrijk                                                       | 1.03,1  | Leonid Barbier Sovjet-Unie                                          | 1.03,9  | Wolfgang Wagner DDR                                                  | 1.05,5  |
| 200 m schoolslag   | Leonid Kolesnikov Sovjet-Unie                                                     | 2.41,1  | Roberto Lazzari Italië                                              | 2.41,3  | Klaus Bodinger Bondsrepubliek Duitsland                              | 2.41,4  |
| 200 m vlinderslag  | Ian Black Verenigd Koninkrijk                                                     | 2.21,9  | Pavel Pazdírek Tsjecho-Slowakije                                    | 2.22,6  | Graham Symonds Verenigd Koninkrijk                                   | 2.25,8  |
| 4x200 m vrije slag | Sovjet-Unie Gennadi Nikolajev Vladimir Stroezjanov Igor Loezjkovski Boris Nikitin | 8.33,7  | Italië Federico Dennerlein Paolo Galletti Angelo Romani Paolo Pucci | 8.41,2  | Hongarije József Katona Imre Nyéki György Müller Gyula Dobai         | 8.45,3  |
| 4x100 m wisselslag | Sovjet-Unie Leonid Barbier Vladimir Minasjkin Vitali Zjenenkov Viktor Polevoj     | 4.16,5  | Hongarije László Magyar György Kunsagi György Tumpek Gyula Dobai    | 4.20,4  | Italië Gilberto Elsa Roberto Lazzari Federico Dennerlein Paolo Rocco | 4.21,9  |

### Vrouwen
| Afstand:           | Goud:                                                                     | Tijd   | Zilver:                                                                       | Tijd   | Brons:                                                                             | Tijd   |
| 100 m vrije slag   | Kate Jobson Zweden                                                        | 1.04,7 | Cocky Gastelaars Nederland                                                    | 1.05,0 | Judy Grinham Verenigd Koninkrijk                                                   | 1.05,4 |
| 400 m vrije slag   | Jans Koster Nederland                                                     | 5.02,6 | Corrie Schimmel Nederland                                                     | 5.02,6 | Nan Rae Verenigd Koninkrijk                                                        | 5.07,7 |
| 100 m rugslag      | Judy Grinham Verenigd Koninkrijk                                          | 1.12,6 | Margaret Edwards Verenigd Koninkrijk                                          | 1.12,9 | Larisa Viktorova Sovjet-Unie                                                       | 1.13,9 |
| 200 m schoolslag   | Ada den Haan Nederland                                                    | 2.52,0 | Anita Lonsbrough Verenigd Koninkrijk                                          | 2.53,5 | Wiltrud Urselmann Bondsrepubliek Duitsland                                         | 2.53,8 |
| 100 m vlinderslag  | Tineke Lagerberg Nederland                                                | 1.11,9 | Atie Voorbij Nederland                                                        | 1.12,2 | Marta Skupilová Tsjecho-Slowakije                                                  | 1.14,3 |
| 4x100 m vrije slag | Nederland Corrie Schimmel Tineke Lagerberg Greetje Kraan Cocky Gastelaars | 4.22,9 | Verenigd Koninkrijk Judy Grinham Elspeth Ferguson Judy Samuel Diana Wilkinson | 4.24,2 | Zweden Birgitta Eriksson Karin Larsson Barbro Andersson Kate Jobson                | 4.28,5 |
| 4x100 m wisselslag | Nederland Lenie de Nijs Ada den Haan Atie Voorbij Cocky Gastelaars        | 4.52,9 | Sovjet-Unie Larisa Viktorova Eve Uusmees Galina Kamajeva Ulvi Voog            | 4.54,2 | Verenigd Koninkrijk Judy Grinham Anita Lonsbrough Christine Gosden Diana Wilkinson | 4.54,3 |

## Schoonspringen

### Mannen
| Onderdeel: | Goud:                            | Score  | Zilver:                                  | Score  | Brons:                   | Score  |
| 3 m plank  | László Újvári Hongarije          | 141,17 | Horst Rosenfeld Bondsrepubliek Duitsland | 139,77 | Roman Brener Sovjet-Unie | 139,39 |
| 10 m toren | Brian Phelps Verenigd Koninkrijk | 143,74 | Michail Tsjatsjba Sovjet-Unie            | 136,87 | Jenõ Marton Hongarije    | 134,68 |

### Vrouwen
| Onderdeel: | Goud:                         | Score  | Zilver:                            | Score  | Brons:                        | Score  |
| 3 m plank  | Ninel Kroetova Sovjet-Unie    | 124,22 | Charmain Welsh Verenigd Koninkrijk | 123,32 | Valentina Zjedova Sovjet-Unie | 122,75 |
| 10 m toren | Aldona Karečkaitė Sovjet-Unie | 81,14  | Raisa Gorochovskaja Sovjet-Unie    | 80,93  | Birte Hanson Zweden           | 80,34  |

## Waterpolo
| Onderdeel: | Goud:     | Zilver:     | Brons:      |
| Mannen     | Hongarije | Joegoslavië | Sovjet-Unie |

## Medaillespiegel
| Plaats | Land                     | Goud | Zilver | Brons | Totaal |
| 1      | Sovjet-Unie              | 5    | 6      | 5     | 16     |
| 2      | Verenigd Koninkrijk      | 5    | 4      | 4     | 13     |
| 3      | Nederland                | 5    | 3      | 0     | 8      |
| 4      | Hongarije                | 2    | 2      | 3     | 7      |
| 5      | Italië                   | 1    | 2      | 2     | 5      |
| 6      | Zweden                   | 1    | 0      | 2     | 3      |
| 7      | Frankrijk                | 1    | 0      | 0     | 1      |
| 8      | Bondsrepubliek Duitsland | 0    | 1      | 2     | 3      |
| 9      | Tsjecho-Slowakije        | 0    | 1      | 1     | 2      |
| 10     | Joegoslavië              | 0    | 1      | 0     | 1      |
| 11     | DDR                      | 0    | 0      | 1     | 1      |
| Totaal | Totaal                   | 20   | 20     | 20    | 60     |